# Thorengrund
Der Thorengrund ist ein Naturschutzgebiet im gemeindefreien Gebiet Gutsbezirk Reinhardswald im Landkreis Kassel, Hessen.

## Allgemeines
Das Naturschutzgebiet mit der Gebietsnummer 1633003 ist 47,2 Hektar groß. Es ist Bestandteil des FFH-Gebietes „Weserhänge mit Bachläufen“. Nach Osten schließt sich das Naturschutzgebiet „Ochsenhof“ an. Das Gebiet steht seit dem 3. Dezember 1973 unter Naturschutz.

## Beschreibung
Das Naturschutzgebiet liegt in etwas zwischen Hann. Münden und Bodenfelde am Rand des Naturparks Reinhardswald. Es stellt einen zum Wesertal abfallenden Hang des Reinhardswaldes unter Schutz. Auf dem Hang stocken überwiegend Buchenwälder. Im Süden befindet sich ein Bereich mit Nadelwaldbeständen sowie ein länglicher, in die Waldgesellschaften eingebetteter Grünlandbereich. An mehreren Stellen sind quellige Bereiche zu finden.
Durch das Naturschutzgebiet verlaufen zwei Forstwege. Das Naturschutzgebiet ist größtenteils von weiteren Waldgesellschaften umgeben. Im Süden grenzt es teilweise an landwirtschaftliche Nutzflächen. Im Nordosten grenzt es an die Bundesstraße 80.